# Julián Álvarez
Julián Álvarez (sinh ngày 31 tháng 1 năm 2000) là một cầu thủ bóng đá chuyên nghiệp người Argentina hiện đang thi đấu ở vị trí tiền đạo cho câu lạc bộ La Liga Atlético Madrid và đội tuyển bóng đá quốc gia Argentina. Với biệt danh La Araña ("The Spider") và La Pesadilla del Fútbol ("The Nightmare of Football"), anh nổi tiếng với lối chơi giàu tốc độ, khả năng áp sát, khả năng săn bàn và khả năng liên kết lối chơi chặt chẽ.
Álvarez bắt đầu sự nghiệp bóng đá ở quê hương Argentina, nơi anh tốt nghiệp học viện River Plate, ra mắt đội một cho câu lạc bộ vào năm 2018. Ở đó, anh đã trải qua 4 mùa giải và vô địch Copa Argentina, Copa Libertadores 2018 và Giải bóng đá vô địch quốc gia Argentina vào năm 2021, kết thúc với tư cách là vua phá lưới của giải đấu. Anh được vinh danh là cầu thủ bóng đá Nam Mỹ của năm vào năm 2021. Vào tháng 1 năm 2022, anh ký hợp đồng với Manchester City và bắt đầu chơi cho câu lạc bộ trong mùa giải 2022–23, nơi anh đã giành được cú ăn ba châu lục trong chiến dịch đầu tiên của mình.
Álvarez trước đây cũng từng đại diện cho Argentina ở nhiều cấp độ trẻ khác nhau và thi đấu tại Giải vô địch bóng đá U-20 thế giới 2019 và Giải tiền Olympic CONMEBOL 2020. Anh có trận ra mắt quốc tế chuyên nghiệp vào năm 2021, từ đó anh đại diện cho đất nước tham dự và vô địch các giải đấu lớn gồm Copa América 2021, Finalissima 2022, FIFA World Cup 2022 và Copa América 2024. Với thành tích này, anh trở thành cầu thủ đầu tiên trong lịch sử bóng đá vô địch World Cup và cú ăn ba châu lục trong cùng một mùa giải.

## Sự nghiệp câu lạc bộ

### River Plate

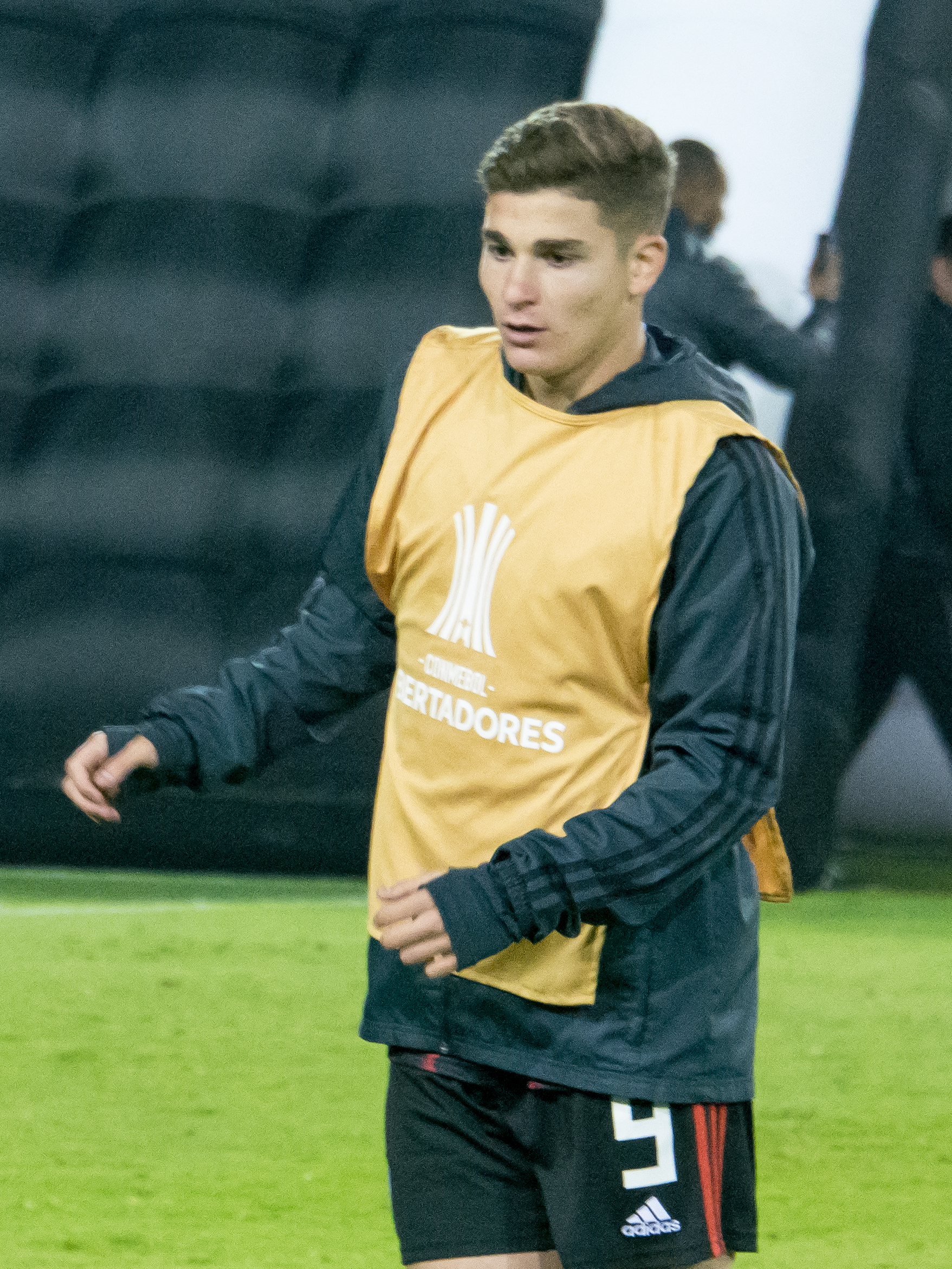
Álvarez với River Plate năm 2019

Năm 2016, Álvarez gia nhập River Plate từ Atlético Calchín, đặc biệt là tham gia Generation Adidas Cup với các đội trẻ của câu lạc bộ. Trước khi ký hợp đồng với River Plate, anh đã có những trải nghiệm với Boca Juniors và Real Madrid. Tuy nhiên, Álvarez đã không thể gia nhập Real Madrid do giới hạn độ tuổi. anh được đôn lên đội một của River Plate dưới thời huấn luyện viên Marcelo Gallardo vào mùa giải 2018–19. Anh có trận ra mắt cho đội bóng trong chiến thắng 1–0 trước Atlético Aldosivi tại Primera División, anh được vào sân từ băng ghế dự bị thay cho Rodrigo Mora ở phút thứ 64.
Ngày 17 tháng 3 năm 2019, Álvarez ghi bàn thắng đầu tiên trong sự nghiệp bóng đá của mình trong chiến thắng 3–0 trước Independiente. Anh đã ghi bàn thắng ấn định tỷ số 3–0 cho River Plate trong trận chung kết Copa Argentina vào ngày 14 tháng 12 năm 2019, giúp River Plate lên ngôi vô địch. Năm 2020, Álvarez ghi 5 bàn trong tổng số 6 trận đấu trong khuôn khổ vòng bảng ở Copa Libertadores.
Ngày 25 tháng 5 năm 2022, Álvarez ghi 6 bàn trong chiến thắng hủy diệt 8–1 của River Plate trước đối thủ Alianza Lima tại Copa Libertadores.

### Manchester City
Ngày 31 tháng 1 năm 2022, sinh nhật lần thứ 22 của Álvarez, có thông tin xác nhận rằng anh đã ký hợp đồng với nhà vô địch Premier League Manchester City theo hợp đồng có thời hạn 5 năm rưỡi, nhưng cầu thủ này sẽ ở lại River Plate dưới dạng cho mượn cho đến tháng 7.

#### 2022-23: Mùa giải ra mắt và Cú ăn ba
Anh có bàn thắng đầu tiên trong trận đấu ra mắt chính thức vào ngày 30 tháng 7 khi vào sân từ băng ghế dự bị, tuy nhiên Manchester City để thua Liverpool 1–3 trong trận tranh FA Community Shield. Ngày 7 tháng 8, Álvarez có trận ra mắt tại Premier League sau khi vào sân thay cho Erling Haaland ở phút thứ 78 trong chiến thắng 2–0 trên sân khách trước West Ham. Ngày 31 tháng 8, anh ghi được cú đúp đầu tiên tại Premier League trong chiến thắng 6–0 trước Nottingham Forest trên sân nhà Etihad. Vào ngày 5 tháng 10, anh ghi bàn thắng đầu tiên Champions League trong chiến thắng 5–0 trước Copenhagen.
Vào ngày 17 tháng 5 năm 2023, anh ghi bàn thắng cuối cùng trong chiến thắng 4–0 trước Real Madrid ở trận bán kết lượt về Champions League, giúp câu lạc bộ của anh giành quyền tham dự trận chung kết.. Bốn ngày sau, anh ghi bàn thắng duy nhất trong chiến thắng 1–0 trước Chelsea để giành chức vô địch Premier League đầu tiên và thứ ba liên tiếp cho câu lạc bộ của mình. Vào ngày 10 tháng 6, đội của anh đã giành chiến thắng trong trận chung kết Champions League với câu lạc bộ của mình, mặc dù chỉ là cầu thủ dự bị không thi đấu, để trở thành một trong những cầu thủ vô địch FIFA World Cup và Champions League trong cùng một mùa giải, bên cạnh việc đạt được cả hai danh hiệu sau này và Copa Libertadores. Với thành tích này, anh cũng trở thành cầu thủ đầu tiên trong lịch sử bóng đá vô địch World Cup và cú ăn ba châu lục trong cùng một mùa giải.

#### 2023–24: Bắt đầu bước ngoặt trong đội hình chính
Vào ngày 19 tháng 8, Álvarez ghi bàn thắng duy nhất trong chiến thắng 1–0 trước Newcastle United . Sau chấn thương của Bernardo Silva và Kevin De Bruyne , Álvarez bắt đầu ra sân thường xuyên hơn trong đội hình 11 người xuất phát, ghi 4 bàn thắng trong các trận đấu tiếp theo tại Premier League, bao gồm 2 pha kiến tạo trong chiến thắng 3–1 trên sân khách trước West Ham United vào 16 tháng 9. Ba ngày sau, anh ghi một cú đúp trong chiến thắng 3–1 trên sân nhà của Man City trước Sao Đỏ Belgrade tại UEFA Champions League. Anh cũng cán đích ở vị trí thứ 7 trong cuộc đua dành Quả bóng vàng 2023. Vào ngày 22 tháng 12, Manchester City đánh bại Fluminense 4–0 trong trận chung kết FIFA Club World Cup 2023, trong đó Álvarez ghi hai bàn và có một pha kiến tạo, qua đó giành danh hiệu Club World Cup đầu tiên và trở thành vua phá lưới của giải, bàn mở tỷ số của anh là bàn thắng nhanh nhất trong lịch sử giải đấu, chỉ sau 40 giây. Ngày 4 tháng 5 năm 2024, Álvarez có lần ra sân thứ 100 cho Man City và đánh dấu cột mốc này bằng một bàn thắng muộn trong chiến thắng 5–1 trước Wolverhampton Wanderers tại giải Ngoại hạng Anh.

### Atlético Madrid
Vào ngày 12 tháng 8 năm 2024, câu lạc bộ La Liga Atlético Madrid đã xác nhận việc ký hợp đồng với Álvarez trong sáu năm với mức giá được cho là lên tới 95 triệu euro, trở thành sự ra đi kỷ lục của câu lạc bộ đối với City. Vào ngày 19 tháng 8, anh có trận ra mắt cho câu lạc bộ khi vào sân từ ghế dự bị trong trận hòa 2–2 với Villarreal tại La Liga. Ngày 26 tháng 9, Álvarez ghi bàn thắng đầu tiên cho đội bóng ở phút 90 trong chiến thắng 1–0 trước Celta Vigo. Vào ngày 12 tháng 3 năm 2025, Atlético Madrid và Real Madrid phải bước vào loạt sút luân lưu sau khi hòa 2–2 sau hai lượt trận ở vòng 16 đội UEFA Champions League. Alvarez thực hiện quả luân lưu thứ hai cho Atlético, nhưng bị trượt chân khi sút. Dù bóng vào lưới, nhưng công nghệ VAR xác định rằng Álvarez đã vô tình chạm bóng bằng chân trụ trước khi sút, dẫn đến pha lập công bị từ chối do lỗi chạm bóng hai lần. Real Madrid sau đó giành chiến thắng 4–2 trong loạt luân lưu và đi tiếp vào vòng sau. Một ngày sau, UEFA ra thông báo xác nhận rằng quyết định không công nhận bàn thắng là chính xác theo luật, nhưng họ sẽ mở cuộc thảo luận với FIFA và IFAB để xem xét liệu quy định có nên được điều chỉnh trong các trường hợp chạm bóng hai lần một cách rõ ràng là vô tình hay không.

## Sự nghiệp quốc tế

### 2018–2020: Sự nghiệp đội tuyển trẻ
Năm 2018, Álvarez được chọn bởi U-20 Argentina để tập luyện với đội cấp cao tại FIFA World Cup 2018. Vào tháng 12, Álvarez được chọn tham dự Giải vô địch U-20 Nam Mỹ 2019. Anh ấy nhận được cuộc gọi từ Fernando Batista cho Giải vô địch bóng đá U-20 thế giới 2019 vào tháng 5 năm 2019. Bốn trận đấu và một bàn thắng, trước Nam Phi, đã đến với anh ấy ở Ba Lan. Batista sau đó đã triệu tập Álvarez cho đội U-23 vào tháng 9 tiếp theo, trước khi anh được chọn tham dự Giải đấu tiền Olympic CONMEBOL 2020; mà Argentina đã thắng, với Álvarez ghi một bàn (trong trận đấu với U-23 Venezuela) trong bảy trận đấu.

### 2021–nay: Ra mắt đội tuyển quốc gia, Copa América và chức vô địch World Cup

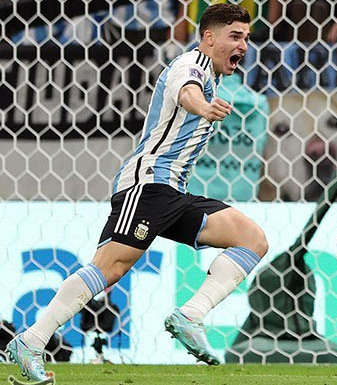
Álvarez chơi cho tại FIFA World Cup 2022.

Álvarez đã có trận ra mắt Đội tuyển bóng đá quốc gia Argentina vào ngày 3 tháng 6 năm 2021 ở trận đấu với Chile trong khuôn khổ Vòng loại FIFA World Cup 2022 khi anh vào sân từ ghế dự bị thay cho Ángel Di María vào phút 62. Anh đã ghi bàn thắng đầu tiên trong màu áo đội tuyển quốc gia trong trận hòa 1–1 với Ecuador.
Anh đã được đưa vào đội hình 26 người của Argentina cho FIFA World Cup 2022 tại Qatar. Vào ngày 30 tháng 11, anh ghi bàn thắng đầu tiên tại World Cup trong trận đấu cuối cùng ở vòng bảng với Ba Lan. Álvarez ghi bàn thắng thứ hai tại World Cup vào ngày 3 tháng 12 trong chiến thắng 2–1 trước Úc ở vòng 16 đội. Anh tiếp tục chuỗi ghi bàn của mình khi ghi thêm hai bàn nữa trong chiến thắng 3–0 của Argentina trước Croatia ở bán kết, trở thành cầu thủ trẻ nhất kể từ Pelé năm 1958 ghi hai bàn trong một trận bán kết World Cup khi anh 22 tuổi 316 ngày. Vào ngày 18 tháng 12, anh tham gia vào bàn thắng thứ hai của Argentina khi đội của anh đánh bại Pháp 4–2 ở loạt sút luân lưu sau khi trận đấu kết thúc với tỷ số 3–3 trong hiệp phụ của trận chung kết để giành chức vô địch World Cup.

## Phong cách chơi
Julian Alvarez là một tiền đạo đa năng có thể chơi ở mọi vị trí trên hàng công. Anh ấy trực tiếp, nhanh nhẹn và có khả năng kiểm soát khéo léo bằng chân phải, thường chuyển hóa những cơ hội khó xử. Alvarez cũng là một cầu thủ có khả năng liên kết tốt, có kỹ thuật và tầm nhìn để thực hiện những đường chuyền nhanh và lối chơi một chạm. Thi đấu với những cầu thủ Nam Mỹ thô bạo, khả năng rê bóng và cơ động trong không gian chật hẹp của anh ấy thật tuyệt vời. Alvarez cũng là một cầu thủ rất chăm chỉ, chạy không bóng và có khả năng dẫn đầu một áp lực mạnh.
Cú chạm bóng đầu tiên của Alvarez vô cùng điềm tĩnh và luôn có chủ ý, anh có khả năng giết chết một quả bóng hoặc đẩy nó ra khỏi hậu vệ và đi vào đường đi riêng của mình. Mặc dù không phải là một tay rê bóng đặc biệt khéo léo nhưng Alvarez lại là một vận động viên chạy mạnh mẽ. Phong cách chạy hơi khom người của anh ấy cho phép anh ấy vượt qua các thử thách và bảo vệ bóng một cách hiệu quả, đồng thời tính kiên trì và bền bỉ khi thực hiện động tác gánh bóng của anh ấy khiến anh ấy khó bị cản phá. Alvarez đã quen với sơ đồ hai tiền đạo trong một đội bóng có lối chơi cực kỳ ổn định.
Ở mùa giải 2023-24, HLV Pep Guardiola của Manchester City thường sử dụng Alvarez ở vị trí tiền vệ tấn công khi vắng Kevin De Bruyne. Khả năng chạy, chuyền và cầm bóng thông minh của Alvarez đã giúp anh phát triển mạnh ở vị trí này và anh thường được các chuyên gia khen ngợi vì đã thích nghi thành công với yêu cầu của vị trí mới.

## Thống kê sự nghiệp

### Câu lạc bộ
Tính đến ngày 25 tháng 5 năm 2024
| Câu lạc bộ          | Mùa giải            | Giải đấu                   | Giải đấu | Giải đấu | Cúp quốc gia | Cúp quốc gia | Cúp liên đoàn | Cúp liên đoàn | Châu lục | Châu lục | Khác | Khác | Tổng cộng | Tổng cộng |
| Câu lạc bộ          | Mùa giải            | Hạng đấu                   | Trận     | Bàn      | Trận         | Bàn          | Trận          | Bàn           | Trận     | Bàn      | Trận | Bàn  | Trận      | Bàn       |
| ------------------- | ------------------- | -------------------------- | -------- | -------- | ------------ | ------------ | ------------- | ------------- | -------- | -------- | ---- | ---- | --------- | --------- |
| River Plate         | 2018–19             | Argentine Primera División | 5        | 1        | 1            | 0            | —             | —             | 1        | 0        | 1    | 0    | 8         | 1         |
| River Plate         | 2019–20             | Argentine Primera División | 7        | 0        | 3            | 1            | 2             | 0             | 5        | 1        | —    | —    | 17        | 2         |
| River Plate         | 2020                | Argentine Primera División | 10       | 2        | 3            | 1            | 1             | 1             | 11       | 5        | —    | —    | 25        | 9         |
| River Plate         | 2021                | Argentine Primera División | 35       | 20       | —            | —            | —             | —             | 10       | 2        | 1    | 2    | 46        | 24        |
| River Plate         | 2022                | Argentine Primera División | 17       | 11       | 1            | 1            | 0             | 0             | 8        | 6        | 0    | 0    | 26        | 18        |
| River Plate         | Tổng cộng           | Tổng cộng                  | 74       | 34       | 8            | 3            | 3             | 1             | 35       | 14       | 2    | 2    | 122       | 54        |
| Manchester City     | 2022–23             | Premier League             | 31       | 9        | 5            | 3            | 2             | 1             | 10       | 3        | 1    | 1    | 49        | 17        |
| Manchester City     | 2023–24             | Premier League             | 36       | 11       | 6            | 1            | 1             | 0             | 7        | 5        | 4    | 2    | 54        | 19        |
| Manchester City     | Tổng cộng           | Tổng cộng                  | 67       | 20       | 11           | 4            | 3             | 1             | 17       | 8        | 5    | 3    | 103       | 36        |
| Atlético Madrid     | 2024–25             | La Liga                    | 7        | 2        | 0            | 0            | —             | —             | 1        | 0        | 0    | 0    | 8         | 2         |
| Tổng cộng sự nghiệp | Tổng cộng sự nghiệp | Tổng cộng sự nghiệp        | 148      | 56       | 19           | 7            | 6             | 2             | 53       | 22       | 7    | 5    | 233       | 92        |

1. ↑  Bao gồm Copa Argentina, FA Cup
2. ↑  Bao gồm Copa de la Superliga, EFL Cup
3. 1 2 3 4 5  Ra sân tại Copa Libertadores
4. ↑  Ra sân tại FIFA Club World Cup
5. ↑  Ra sân tại Trofeo de Campeones de la Superliga Argentina
6. 1 2 3  Ra sân tại UEFA Champions League
7. ↑  Ra sân tại FA Community Shield
8. ↑  Một lần ra sân tại FA Community Shield, một lần ra sân tại UEFA Super Cup, hai lần ra sân và hai bàn thắng tại FIFA Club World Cup

### Quốc tế
Tính đến ngày 14 tháng 7 năm 2024
| Đội tuyển quốc gia | Năm       | Trận | Bàn |
| ------------------ | --------- | ---- | --- |
| Argentina          | 2021      | 5    | 0   |
| Argentina          | 2022      | 14   | 7   |
| Argentina          | 2023      | 9    | 0   |
| Argentina          | 2024      | 8    | 2   |
| Tổng cộng          | Tổng cộng | 36   | 9   |

Tỷ số và kết quả liệt kê bàn thắng của Argentina trước, cột tỷ số cho biết tỷ số sau mỗi bàn thắng của Álvarez.
| # | Ngày                 | Địa điểm                                                        | Trận | Đối thủ | Tỷ số | Kết quả | Giải đấu                      | Nguồn  |
| - | -------------------- | --------------------------------------------------------------- | ---- | ------- | ----- | ------- | ----------------------------- | ------ |
| 1 | 29 tháng 3 năm 2022  | Sân vận động Monumental Isidro Romero Carbo, Guayaquil, Ecuador | 7    | Ecuador | 1–0   | 1–1     | Vòng loại FIFA World Cup 2022 | [ 59 ] |
| 2 | 27 tháng 9 năm 2022  | Red Bull Arena, Harrison, Hoa Kỳ                                | 11   | Jamaica | 1–0   | 3–0     | Giao hữu                      | [ 60 ] |
| 3 | 16 tháng 11 năm 2022 | Sân vận động Thành phố Thể thao Zayed, Abu Dhabi, UAE           | 12   | UAE     | 1–0   | 5–0     | Giao hữu                      | [ 61 ] |
| 4 | 30 tháng 11 năm 2022 | Sân vận động 974, Doha, Qatar                                   | 15   | Ba Lan  | 2–0   | 2–0     | FIFA World Cup 2022           | [ 62 ] |
| 5 | 3 tháng 12 năm 2022  | Sân vận động Ahmed bin Ali, Al Rayyan, Qatar                    | 16   | Úc      | 2–0   | 2–1     | FIFA World Cup 2022           | [ 63 ] |
| 6 | 14 tháng 12 năm 2022 | Sân vận động Lusail Iconic, Lusail, Qatar                       | 18   | Croatia | 2–0   | 3–0     | FIFA World Cup 2022           | [ 64 ] |
| 7 | 14 tháng 12 năm 2022 | Sân vận động Lusail Iconic, Lusail, Qatar                       | 18   | Croatia | 3–0   | 3–0     | FIFA World Cup 2022           | [ 64 ] |
| 8 | 20 tháng 6 năm 2024  | Sân vận động Mercedes-Benz, Atlanta, Hoa Kỳ                     | 32   | Canada  | 1–0   | 2–0     | Copa América 2024             | [ 65 ] |
| 9 | 10 tháng 7 năm 2024  | Sân vận động MetLife, New Jersey, Hoa Kỳ                        | 35   | Canada  | 1–0   | 2–0     | Copa América 2024             | [ 66 ] |

## Danh hiệu

### Câu lạc bộ

#### River Plate
- Argentine Primera División: 2021
- Copa Argentina: 2018–19
- Supercopa Argentina: 2019
- Trofeo de Campeones: 2021
- Copa Libertadores: 2018
- Recopa Sudamericana: 2019

#### Manchester City
- Premier League: 2022–23,[67] 2023–24[68]
- FA Cup: 2022–23[69]
- FA Community Shield: 2024
- UEFA Champions League: 2022–23[70]
- UEFA Super Cup: 2023[71]
- FIFA Club World Cup: 2023[72]

### Đội tuyển quốc gia

#### U-23 Argentina[3]
- CONMEBOL Pre-Olympic Tournament: 2020

#### Argentina[3]
- FIFA World Cup: 2022[73]
- Copa América: 2021[74], 2024
- CONMEBOL–UEFA Cup of Champions: 2022[75]

### Cá nhân
- South American Youth Championship Team of the Tournament: 2019[76]
- Vua phá lưới Primera División Argentina: 2021 (18 bàn)
- Cầu thủ xuất sắc nhất Nam Mỹ của năm: 2021